# Proto-oncogene
Um proto-oncogene é um gene normal que se torna um oncogene devido a uma mutação ou ao aumento de expressão gênica. As proteínas resultantes podem ser denominadas "oncoproteínas". Os proto-oncogenes codificam proteínas que ajudam a regular o crescimento e a diferenciação celular. Os proto-oncogenes também estão frequentemente envolvidos com a transdução de sinal e com a execução de sinais mitóticos, geralmente através de seus produtos proteicos. Com sua ativação, um proto-oncogene (ou seu produto) se transforma em um agente indutor de tumores, um oncogene. Exemplos de proto-oncogenes incluem RAS, WNT, MYC, ERK e TRK. A expressão de oncogenes pode ser regulada por microRNAs (miRNAs), pequenos RNAs com 21-25 nucleotídeos de comprimento que controlam a expressão por downregulation. Mutações nesses microRNAs podem levar à ativação de oncogenes. Os RNAs mensageiros antissenso podem, teoricamente, ser utilizados para bloquear os efeitos dos oncogenes.